# David Morris (actor)
David Morris (Folkestone, 11 de septiembre de 1924 - Watford, 29 de octubre de 2007 en Reino Unido) fue un actor y pintor inglés, más conocido por su participación como el abuelo de Charlie Bucket en la película Charlie y la fábrica de chocolate (2005).

## Biografía
Morris nació en Folkestone, Kent en Reino Unido. Ganó una beca gracias a sus estudios a la edad de 9 años. Estudió en la Universidad de Oxford. 
Durante la segunda Guerra, su hermano fue asesinado en África, lo que lo llevaría a convertirse en un defensor de la paz. Tiempo después fue un miembro activo de la Campaña por el desarme nuclear y ayudó a organizar a los primeros artistas para la exposición de la paz en la década 1980.
Después de la guerra, Morris decide convertirse en un artista profesional, y estudia en la École des Beauts-Arts. Algunas de sus pinturas fueron exhibidas en la Royal Society of Portrait Painters y la Royal Academy. Por más de 20 años enseñó pintura en la Royal Academy Schools y dio conferencias en otros colegios de Londres.
Morris inicia su carrera actoral a la edad de 79 años en un episodio de la serie "Jonathan Creek" donde interpretó a Leo Laughton-Jones. Ese mismo año participa en la película "When I'm Sixty-Four" donde interpretó a George. Ese mismo año le sigue "Little Britain" donde interpreta a Welsh Postman. En el 2005 apareció en "Charlie y la fábrica chocolate" donde interpretó al Abuelo George. Ese mismo año aparece en "A very social secretary". En el año 2006 aparece en la serie "Saxondale" , y su última aparición fue "Flick", que se estrenó de forma póstuma.
En 1957 se casó con "Olwen Goodwin", pianista. Y tuvieron cuatro hijos: Sarah, Martin, Stephen y Ana. Morris fallece de un ataque del corazón el 29 de octubre de 2007, a sus 83 años.

## Filmografía
| Título                            | Papel              | Año  | Notas                     |
| --------------------------------- | ------------------ | ---- | ------------------------- |
| Jonathan Creek                    | Leo Laughton-Jones | 2004 | Serie, 1 episodio         |
| When I'm Sixty-Four               | George             | 2004 | Película                  |
| Little Britain                    | Welsh Postman      | 2004 | Serie, 2 episodios        |
| Charlie y la fábrica de chocolate | Abuelo George      | 2005 | Película                  |
| A Very Social Secretary           |                    | 2005 | Película                  |
| Saxondale                         | Anciano            | 2006 | Serie, 1 episodio         |
| Flick                             | Padre Carmichael   | 2008 | Película, (grabó en 2007) |